# Elymus jacquemontii
Elymus jacquemontii là một loài thực vật có hoa trong họ Hòa thảo. Loài này được (Hook.f.) Cope mô tả khoa học đầu tiên năm 1982.